# Tex Lecor
Tex Lecor (geb. Paul Lecorre; * 10. Juni 1933 in Saint-Michel-de-Wentworth; † 9. September 2017 in Terrebonne) war ein kanadischer Singer-Songwriter, Moderator und Maler.
Lecor studierte von 1957 bis 1963 an der Montreal School of Fine Arts und trat bereits Ende der 1950er Jahre in einer eigenen Bar, La Poubelle auf. Zwischen 1963 und 1966 sang er in verschiedenen Cabarets und Bars von Montreal und nahm beim Label London seine erste LP auf. 1969 entstanden drei weitere LPs bei Gamma Records. Internationalen Erfolg hatte er 1970 mit Georges Langfords Song Le Frigidaire, den er in fünf Sprachen aufnahm.
Zwischen 1970 und 1974 war er Moderator der Sendung Sous mon toit bei CFTM-TV. Bei Gamma Records nahm er zwischen 1972 und 1978 vier weitere LPs auf, außerdem eine LP bei London. Als musikalische Leiter und Arrangeure arbeiteten u. a. François Dompierre, Eric Nico, Paul Baillargeon und Léon Aronson für ihn. Seinen letzten Auftritt als Sänger hatte er 1982. Seit Ende der 1970er Jahre wandte er sich der Malerei zu und hatte Ausstellungen in Montreal, Quebec und New York. Daneben moderierte er verschiedene humoristische Programme beim Rundfunksender CKAC (Tex matinal, Insolences d'un téléphone, Festival de l'humour und Patrick et moi-même) und im Fernsehen der CBC (Mon Pays, mes chansons).